# Сарана
Сарана́ — посёлок в Красноуфимском районе Свердловской области России. Основан в 1758 году.
Вещание цифрового телевидения в Саране идёт в формате DVB-T2 из деревни Савиново на частотах 546 МГц и 698 МГц.

## Географическое положение
Посёлок Сарана расположен на правом берегу реки Уфы, при впадении в неё реки Сараны, в 5 километрах от железнодорожной станции Саранинский завод (на линии Москва — Казань — Екатеринбург) и в 18 километрах к югу от Красноуфимска.

## История
Начало заселения Сараны положили беглые староверы, бежавшие от преследований. Долгое время переселенцы жили свободно, находясь в хороших отношениях с местными жителями — сызгинскими татарами и ювинскими черемисами (марийцами), поселения которых основаны раньше, чем Сарана.
Позже, в 1750-м году, в Сарану были переведены 193 человека (также староверы) с Нижнеиргинского железоделательного завода. Они и положили начало саранинским фамилиям, привнесли свои традиции и бытовой уклад. Например, до 1900 года женщины-староверки не ели картофель, называя его «чёртовым яблоком», которое прячется в земле. Грехом считалось пить чай.
В 1760 году П. И. Осокин начал строительство Нижнесаранинского железоделательного завода. В 1870-х годах в заводском посёлке проживали 2598 человек в 247 дворах.
В советское время градообразующим предприятием поселка Сарана был знаменитый на весь Советский Союз завод кузнечно-прессового оборудования. Несмотря на упавшие объёмы производства, выпускаемое заводом оборудование и сейчас известно во многих зарубежных странах.
В октябре 2004 года рабочий посёлок Сарана был отнесён к категории сельских населённых пунктов к виду посёлок.

## Население
| 1959 | 1970  | 1979  | 1989  | 2002  | 2010  | 2021  |
| ---- | ----- | ----- | ----- | ----- | ----- | ----- |
| 6394 | ↘4113 | ↘3973 | ↘3815 | ↘2684 | ↘2337 | ↘1821 |

Структура
По данным переписи 2002 года, русские составляли 96,5 % от общего числа жителей Сараны, татары — 1,3 %. По данным переписи 2010 года, в селе проживали 1066 мужчин и 1271 женщина.

## Промышленность
В Саране расположены ПО «Саранинский хлебозавод» и небольшое деревообрабатывающее производство. До 2011 года в посёлке работал Саранинский завод КПМ.

## Достопримечательности и памятники природы
- В Саране есть улица Красная площадь.
- Главная достопримечательность окрестностей Сараны — Аликаев камень, высотой 50 м, стоящий на берегу реки Саранинки. Когда-то у подножия Аликаева камня располагалась д. Петуховка. Именно здесь снимался фильм «Тени исчезают в полдень». Именно с Аликаева камня, по сюжету фильма, сбросили вниз командира отряда Марью Красную. С тех пор камень получил своё второе название — Марьин утёс[18]. Камень представляет собой мощный известняковый утес с комплексом скальной, степной флоры. Расположен на левом берегу р. Саранинки. Камень упоминается в народных сказаниях. Объект имеет статус геоморфологического и ботанического памятника природы[19].
- Краеведческий музей Боевой и трудовой славы Саранинского завода[20].
- Нижнесаранинский пруд. Живописный пруд на р. Саране создан при строительстве Нижнесаранинского железоделательного завода. На берегах пруда встречаются известняковые скалы и карстовые пещеры.
- Камень Жёлтый. Группа известняковых скал с комплексом редкой горной растительности. Расположены на берегу р. Уфы. Объект имеет статус геоморфологического и ботанического памятника природы.
- Камень Семь братьев. Скалы оригинальной формы с комплексом скальной, степной флоры. Расположены на берегу р. Уфы. Объект имеет статус геоморфологического и ботанического памятника природы.
- Камень Овечий. Невысокие известняковые скалы с комплексом скальной, степной флоры. Расположены на берегу р. Уфы. Объект имеет статус геоморфологического и ботанического памятника природы.
- Грот Сухореченский. Культовый памятник конца I тыс. до н. э. — I тыс. н. э. Расположен на правом берегу р. Уфы вблизи посёлка.

## Галерея

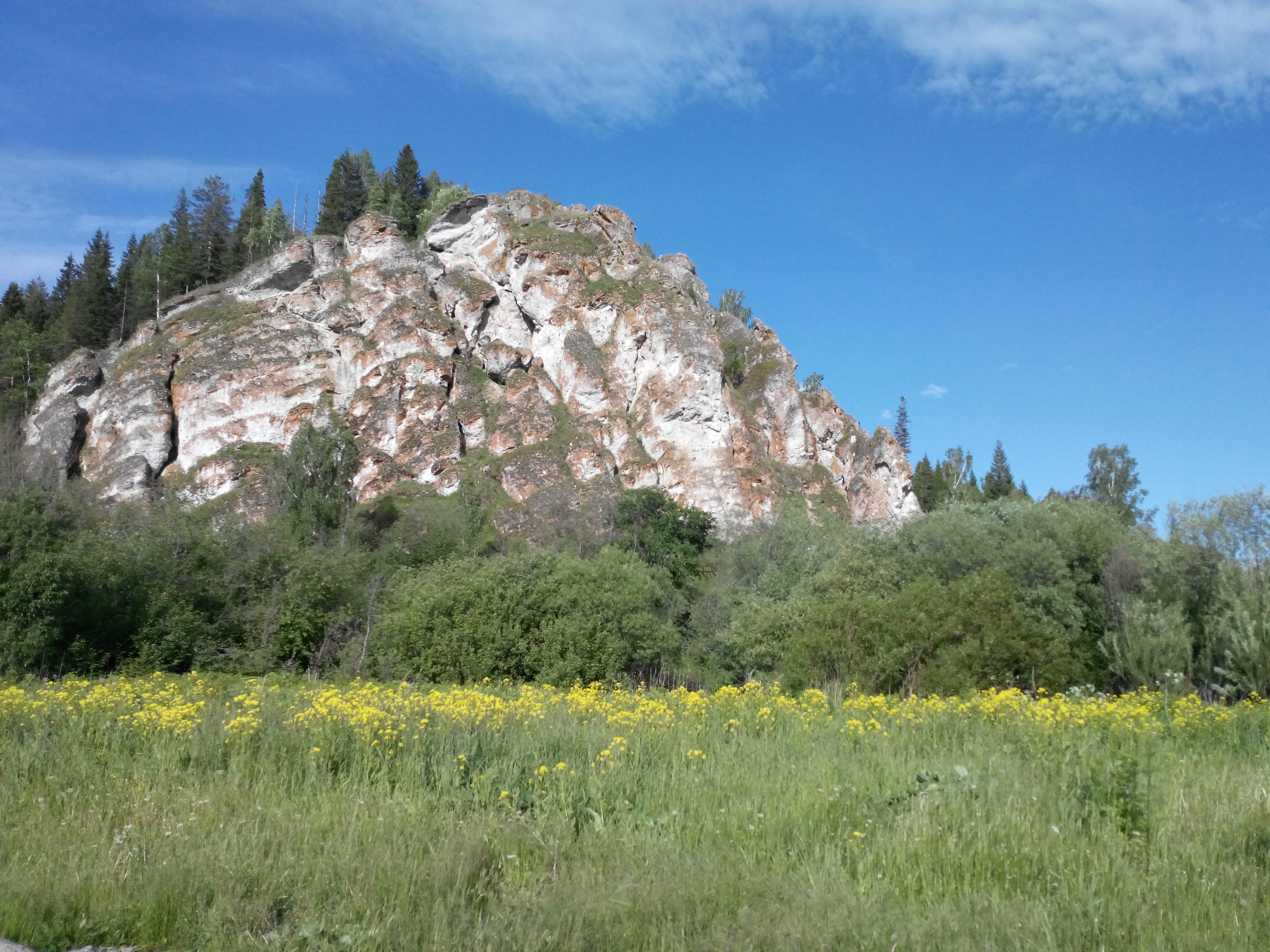
Аликаев камень
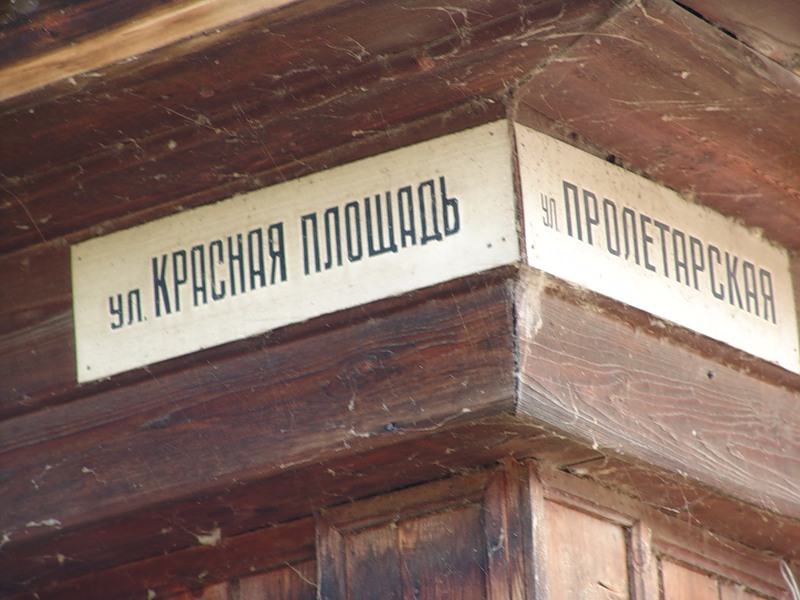
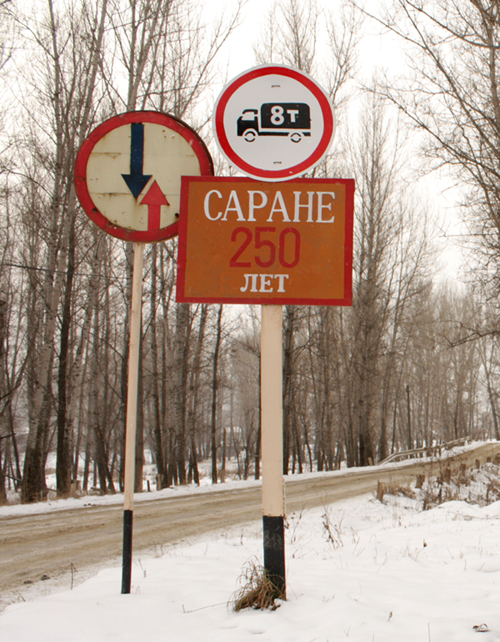
Знаки на въезде в Сарану
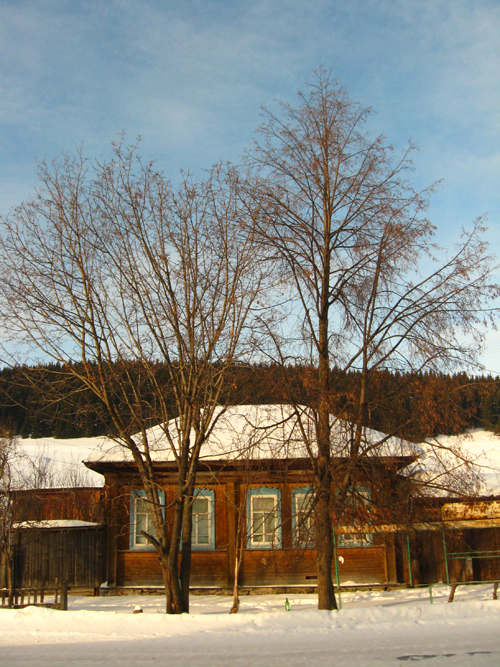
Дом в Саране
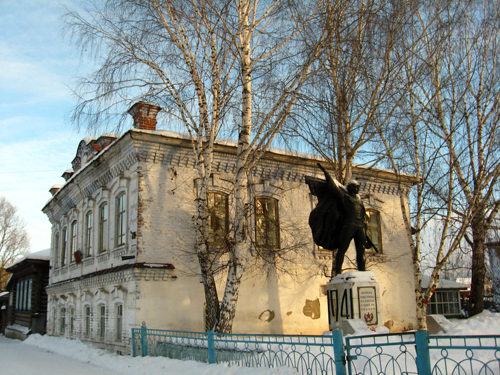
Краеведческий музей Боевой и трудовой славы Саранинского завода
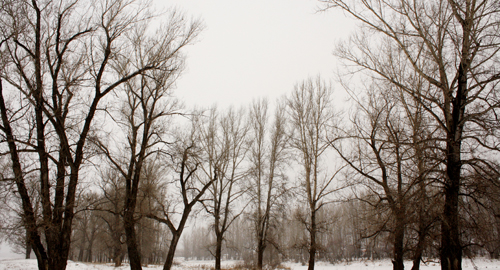
Деревья на острове на реке Уфа